# Gandosso
Gandosso ist eine italienische Gemeinde (comune)  mit 1447 Einwohnern (Stand 31. Dezember 2023) in der Provinz Bergamo, Region Lombardei.

## Geographie
Gandosso liegt 20 km südöstlich der Provinzhauptstadt Bergamo und 60 km nordöstlich der Metropole Mailand.
Die Nachbargemeinden sind Carobbio degli Angeli, Castelli Calepio, Credaro, Grumello del Monte und Trescore Balneario.

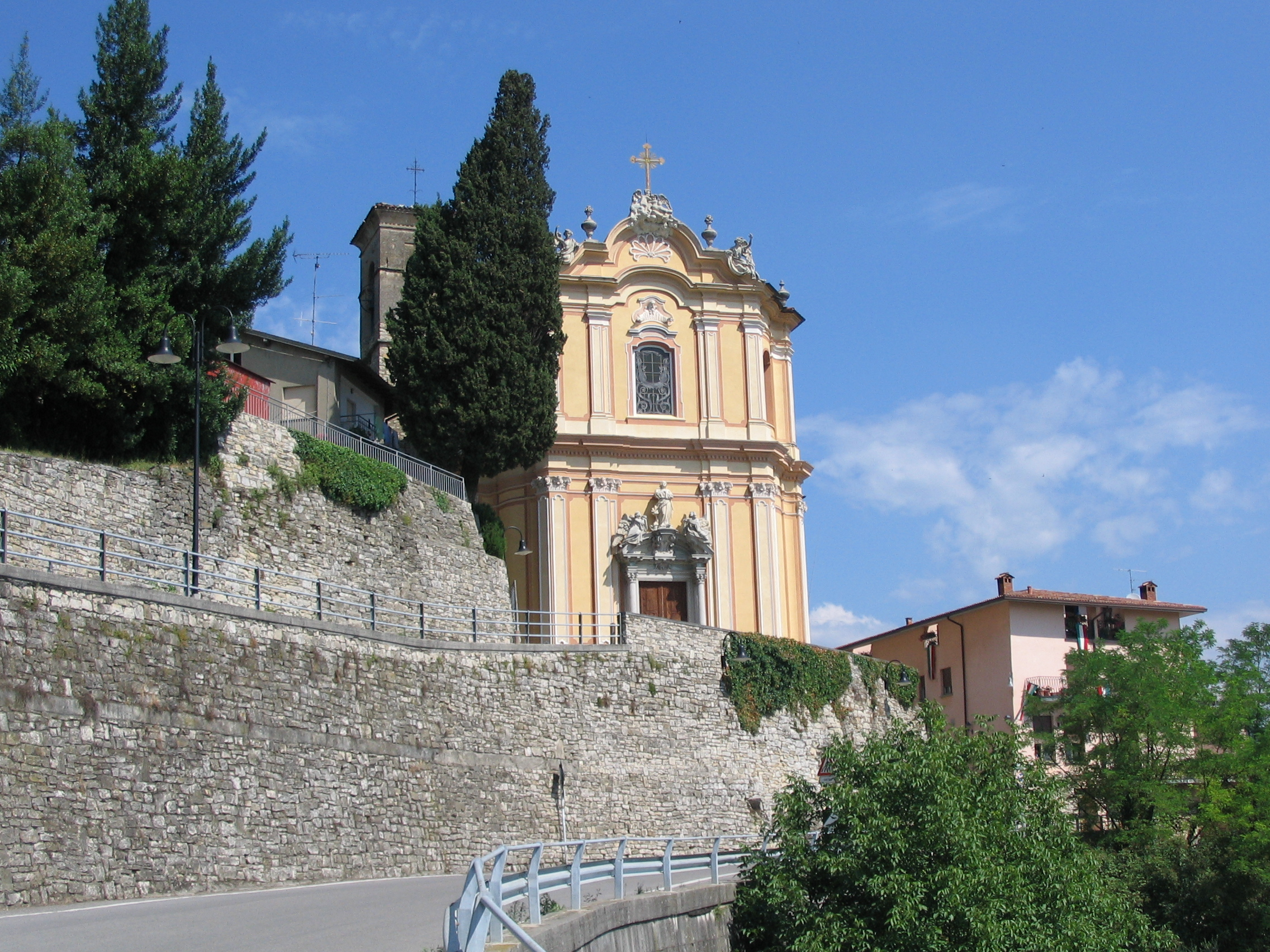
Pfarrkirche

## Sehenswürdigkeiten
- Die Pfarrkirche der Verkündigung wurde im Jahre 1679 erbaut und ist im Barock-Stil gehalten
- Der Palazzo Gonzaga
- Das Santuario della Madonna del Castello